# Un caso famoso
Un caso famoso (Carrefour) è un film del 1938 diretto da Curtis Bernhardt e interpretato da Charles Vanel. La sceneggiatura di Hans Kafka fu ispirata dal caso Bruneri-Canella, realmente avvenuto nel 1926 in Italia.
Ebbe due rifacimenti, uno inglese (titolo originale Dead man's shoes, 1940) e uno hollywoodiano (La banda Pelletier, in originale Crossroads, 1942).

## Trama
Il ricco industriale Vétheuil, reduce della prima guerra mondiale e affetto da amnesia, è accusato di essere Jean Pelletier, un delinquente che è scomparso insieme a lui nel dicembre 1917 sul fronte della Somme. Durante il suo processo, Michèle, amante di Pelletier, lo riconosce come il delinquente; si presenta però un testimone inaspettato, Sarroux, che afferma di aver visto morire Jean Pelletier in un ospedale in Marocco, in uniforme della Legione straniera. Scagionato, Vétheuil torna alla sua famiglia. Sarroux, che in realtà è un ex complice di Pelletier, si presenta da lui per ricattarlo, confermandogli che è realmente Pelletier. Vétheuil va a trovare la madre di Pelletier, che appare sconvolta, e poi Michèle. Inizia a ricordare la vita come Pelletier e decide di confessare tutto a sua moglie Anna; lei però lo ha amato per dieci anni e vuole proteggere il loro figlio. Sarroux ritorna per chiedere soldi, ha uno scontro con Vétheuil/Pelletier e fugge da Michèle. Nel momento in cui la polizia viene ad arrestarlo, Sarroux vuole rivelare la vera identità di Vétheuil; ma Michèle, che ama ancora Pelletier, lo uccide e si suicida. Sul letto di morte conferma al giudice che Pelletier era morto nel 1917, in modo che Vétheuil possa vivere felicemente con la propria famiglia.